# Хемптон (Флорида)
Хемптон (енгл. Hampton) град је у америчкој савезној држави Флорида. По попису становништва из 2010. у њему је живело 500 становника.

## Демографија
Према попису становништва из 2010. у граду је живело 500 становника, што је 69 (16,0%) становника више него 2000. године.
| Група             | 2000.       | 2010.       |
| Белци             | 371 (86,1%) | 434 (86,8%) |
| Афроамериканци    | 48 (11,1%)  | 47 (9,4%)   |
| Азијати           | 0 (0,0%)    | 0 (0,0%)    |
| Хиспаноамериканци | 5 (1,2%)    | 9 (1,8%)    |
| Укупно            | 431         | 500         |